# Peer Bedaux
Peer Bedaux (Goirle, 24 juni 1940) is een Nederlands architect. 
Samen met Jacq. de Brouwer stond hij aan het hoofd van Bedaux De Brouwer Architecten in Goirle, de opvolger van het in 1938 opgerichte bureau van Jos. Bedaux, Peers vader. Peer heeft vooral huizen en kantoorgebouwen ontworpen, veelal gebouwd in Noord-Brabant. In 2006 verscheen over zijn werk het boek Peer Bedaux, Architect, geschreven door Hans Ibelings. Zijn zonen Pieter en Thomas Bedaux hebben zijn bureau over genomen.